# Han Shaodi
Hongnongwang, Liu Bian
L'empereur Han Shaodi (litt : « Jeune empereur »), aussi connu comme étant Hongnongwang le Prince de Hongnong (176–190) (chinois simplifié : 弘农王 ; chinois traditionnel : 弘農王 ; pinyin : Hóngnóng Wáng) monte brièvement sur le trône de Chine à la fin de la dynastie Han. Il partage ce nom avec plusieurs autres empereurs ayant eu un règne bref. Il arrive au pouvoir le 15 mai 189 et est destitué puis empoisonné par Dong Zhuo en 190.

## Situation familiale
Liu Bian, le futur empereur Han Shaodi, naît en 176. Il est le fils de l’empereur Han Lingdi et de sa concubine, la consort He. Selon les historiens de l'époque, Lindi a eu d’autres fils avant Bian, mais ils sont tous morts jeunes. D'après les croyances et superstitions de cette époque, pour éviter que cela se reproduise, les enfants doivent être mis en nourrice chez des proches. Donc, lorsque Bian naît, l'empereur Ling le confie à Shi Zimiao (史子眇), un magicien connu sous le titre de « Marquis Shi ». Ce choix est également dicté en partie par une autre superstition, qui veut que confier l'enfant à quelqu'un portant un titre de moindre importance que celui des parents éloignerait les mauvais esprits. Pour les mêmes raisons, après la naissance son jeune frère Liu Xie, qui est le fils de Lingdi et de la Consort Wang, ce dernier est élevé par sa grand-mère, l’impératrice douairière Dong, qui est connue sous le titre de « Marquise Dong ».
Comme elle est la mère du fils aîné de l'empereur, la consort He devient la nouvelle impératrice en 180. Malgré cela, le prince Bian n'a jamais reçu le titre de Prince héritier et il est difficile de savoir pourquoi il n'a jamais eu cette reconnaissance officielle. Est-ce à nouveau en raison des superstitions ? Ou bien parce que l’empereur Lingdi considère que son comportement n'est pas digne d'un futur empereur et a envisagé de faire de Xie son prince héritier ? Il est compliqué, voire impossible de le savoir.
Lorsque l’empereur Lingdi meurt en 189, Jian Shuo, un puissant eunuque en qui il avait confiance, veut tuer He Jin, le frère de l'impératrice He et ensuite faire du Prince Xie le nouvel empereur. Pour parvenir à ses fins, il met en place un piège lors d’une réunion qu’il doit avoir avec Jin. Quand He Jin découvre le complot, il déclare péremptoirement que le Prince Bian est le nouvel empereur, ce qui fait de sa sœur, l'impératrice He, la nouvelle impératrice douairière. Elle et son frère He Jin deviennent les personnalités les plus influentes de la Cour, bien que la faction des eunuques reste très puissante.

## Un règne bref
La confrontation entre les eunuques et le clan He arrive rapidement. Durant l’été de 189, He Jin complote avec Yuan Shao et Yuan Shu, ainsi que plusieurs autres jeunes fonctionnaires, contre Jian Shuo. Jian tente de convaincre les autres eunuques, y compris Zhao Zhong et Song Dian (宋典), de soutenir son plan et de l'aider à arrêter et tuer He Jin. Cependant, Zhao et Song sont convaincus par un autre eunuque, Guo Sheng (郭勝), un proche du clan He, de rejeter le plan de Jian. He Jin fait ensuite arrêter et exécuter Jian, avant de prendre le contrôle des troupes qui étaient sous les ordres de l'eunuque.
Le clan He se retrouve alors face à une autre puissante faction de la Cour ; la Grande Impératrice douairière Dong, la mère de Lingdi, et son neveu Dong Chong (董重). Les Dong n'apprécient pas la prise de pouvoir des He et la Grande impératrice douairière Dong se dispute souvent avec l’impératrice douairière He, allant même une fois jusqu'à la menacer d'envoyer Dong Chong décapiter He Jin. Jin prend des mesures préventives et l'impératrice douairière He publie un édit par lequel elle exile sa belle-mère à Hejian, qui était le fief de son mari, et fait arrêter Chong. Dong Chong se suicide et la Grande impératrice douairière Dong meurt peu après. La plupart des récits historiques indiquent qu’elle est morte de peur, mais d'autres suggèrent qu’elle s’est suicidée. Cet événement rend le clan He très impopulaire auprès du peuple.
À l’automne 189, Yuan Shao suggère à He Jin d'éliminer physiquement les eunuques, une proposition que l’impératrice He rejette immédiatement, car il implique qu'elle traite des non-nobles comme ses pairs, une exigence qu’elle trouve offensante et impudique. Dame Xian, la mère de l'Impératrice douairière He, et He Miao (何苗), l'autre frère de l'impératrice douairière, s’opposent aussi à ce plan, arguant qu'ils doivent beaucoup aux eunuques. Isolé, He Jin est réticent à mettre en œuvre son plan originel et, avec Yuan Shao, ils mettent au point un plan de secours. Ce plan, qui va avoir des conséquences catastrophiques, consiste à donner l'ordre aux généraux situés hors de la capitale d'entrer en rébellion et d'exiger que les eunuques soient abattus, afin de forcer la main à l’impératrice douairière He. Un des généraux contactés par He Jin est Dong Zhuo, qui est à la tête d'une troupe de vétérans et a passé les dernières années à lutter contre les rebelles de la province de Liang (涼州). Ce que Jin semble avoir oublié lorsqu'il contacte ce général, c'est qu'il est connu pour avoir à plusieurs reprises désobéi à des ordres directs et être excessivement rude.
Alors que Dong approche de la capitale avec ses troupes, l'impératrice douairière He est contrainte d’ordonner aux puissants eunuques de quitter le palais et de repartir dans leurs marquisats. Toutefois, peu après la parution de cet édit, Zhang Rang, le chef de la faction des eunuques, et sa belle-fille viennent voir l'impératrice douairière He et plaident leur cause, jusqu'à ce qu'elle cède et les autorise à revenir au Palais. Les eunuques découvrent alors que He Jin a en fait prévu de les exterminer. Il réagissent en tendant un piège à Jin, qui se fait tuer dans une embuscade. Tous ceux qui complotaient avec He Jin, dirigés par Yuan Shao, contre-attaquent en encerclant le palais. Terrorisés, les eunuques prennent en otages l'impératrice douairière He, le jeune empereur et le Prince Xie. L’impératrice douairière réussit à s’échapper, pendant que Yuan Shao réussit à rentrer dans le palais et fait exécuter tous les eunuques, qu'ils soient ou non des proches de Zhang Rang. Il fait également tuer He Miao pour n’avoir ne pas collaboré avec He Jin.
Deux jours plus tard, les eunuques qui retiennent l’empereur et le Prince Xie, voient que leur situation est désespérée et fuient en direction du nord vers le fleuve Jaune. Leur fuite est vaine, car Lu Zhi et Min Gong (閔貢), deux hauts fonctionnaires de la cour, sont sur leurs talons avec une partie de la garde de l'empereur. Les eunuques, dirigés par Zhang Rang, relâchent l’empereur et le Prince Xie avant de se suicider en se jetant dans le fleuve. Comme Min et Lu escortent l’empereur et le prince vers Luoyang, la capitale, ils sont interceptés par les troupes de Dong Zhuo. Comme Dong vient à leur rencontre, le jeune empereur est tellement choqué qu’il parle de façon incohérente et qu’il n'arrive pas à répondre aux questions du général. Le jeune Prince Xie, par contre, n'a aucune difficulté à décrire les événements qui se sont produits. Dong est impressionné par le jeune prince et, parce qu’il a le même nom que la Grande impératrice douairière Dong, il commence à envisager de destituer l’empereur pour le remplacer par le Prince Xie.
Dong prend rapidement le contrôle de la capitale en utilisant ses vétérans pour expulser Yuan Shao et Cao Cao, qui sont alors les commandants des gardes du palais. En effet, les gardes sont tellement intimidés par les vétérans venant de la province de Liang qu'ils ont désobéi aux ordres et fui la capitale. Dong ordonne alors la déchéance du jeune empereur et crée pour lui le titre de Prince de Hongnong. Privée de tout soutien, l’impératrice douairière He est contrainte d’accepter. Le Prince Xie monte alors sur le trône et devient l'empereur Han Xiandi. L'impératrice douairière He, la mère du Prince de Hongnong, meurt peu après, empoisonnée par Dong.

## Une mort prématurée
Pendant les mois qui suivent, Dong Zhuo, qui a maintenant le contrôle complet du gouvernement central, laisse tranquille l'ancien l’empereur et ne se préoccupe pas de lui. Ce calme ne dure pas et au début de l'an 190, lorsqu’une coalition de seigneurs de guerre et de fonctionnaires provinciaux, dirigés par Yuan Shao, se rebelle contre son autorité, Dong ne voit plus d'intérêt à garder en vie le Prince Bian. Moins d’un mois après le début de la rébellion, Dong donne l'ordre à son subordonné Li Ru de forcer le prince à boire du vin empoisonné. Ru exécute les ordres de son maître, mais permet au prince de dire adieu à sa femme, la Consort Tang et à ses concubines avant cela. Il est enterré dans la tombe qui, à l’origine, était destinée à l’eunuque Zhao Zhong et reçoit le nom posthume de Prince Huai de Hongnong.

## Nom d’ère
- Guīngxī (光熹) 189
- Zhaoning (昭寧 py. zhāo níng) 189

## Informations personnelles
- Père
  - Empereur Han Lingdi
- Mère
  - Impératrice He
- Épouse
  - Consort Tang (aussi connue sous le nom de Tangji — 唐姬): Elle reçoit par la suite le titre honorifique de Princesse de Hongnong.